# グラス・ハマー
グラス・ハマー（Glass Hammer）は、アメリカ合衆国出身のプログレッシブ・ロックバンド。
男女混成のボーカルを特徴とし、1970年代のプログレ、フォーク/トラッドをルーツとする古き良きシンフォニック・ロックを展開している。

## 概要
1992年、Fred SchendelとSteve Babb (Stephen DeArqe) の2名 (ともにマルチプレイヤー) を中心にテネシー州で結成。1993年、トールキンの「指輪物語」を題材にしたファースト・アルバム『Journey Of The Dunadan』でデビュー。以後、セッションメンバーらと何枚かのアルバムやDVDビデオ・ライブをリリースし、2017年現在も活動を続けている。

## 音楽性
元々プログレッシブ・ロックのファンだったというメンバーが、自分達が納得出来る作品を作ることを企図して結成したバンド。作品のコンセプト、クラシック音楽の取り入れ方や変拍子の使い方、或いはアナログ・シンセサイザーやメロトロン、ハモンド・オルガンといった楽器の用い方に、1970年代のイエスやELP、あるいは同じアメリカのバンドであるカンサスといった、大物プログレッシブ・ロック・バンドへの憧憬が強くみられる。
2005年のアルバム『悲しみの淵に潜む秘密』にはイエスのアート・ワークで有名なロジャー・ディーンがジャケットのイラストを提供。2007年10月にリリースしたアルバム『カルチャー・オヴ・エセント』ではジョン・アンダーソンがゲスト・ボーカルとして参加している。2010年のアルバム『イフ』からはジョン・デイヴィソンが参加。2012年、ジョン・デイヴィソンは病気のベノワ・ディヴィッドの後任としてイエスにも参加。
アルバムのモチーフとしてはファンタジーの世界 (前述のトールキンやC・S・ルイス、ケルト神話など) に題材を求めることが多い。

## 評価
デビュー当初の錬度は決して高くなく、シンセサイザーの音色設定が散漫、アレンジの立体感が乏しい、といった批判もあったが、作品を発表する都度サウンドが昇華して行き、2000年にリリースされたアルバム『クロノメトリー』の頃には、実力的にも高い評価を得るまでになった。NEARfestに参加するなど、有力な正統派プログレッシブ・ロック・バンドの一つとみなされている。

## メンバー

### 現ラインナップ
- スージー・ボグダノウィッツ (Susie Bogdanowicz) – ボーカル (2000年–2009年、2013年– )
- フレッド・シェンデル (Fred Schendel) – キーボード/ギター (1992年– )、ボーカル (1992年–2004年、2015年– )、ドラムス (1992年–2004年)
- スティーヴ・バッブ (Steve Babb or Stephen DeArqe) – ベース/キーボード (1992年– )、ボーカル (1992年–2004年、2016年– )、パーカッション (1992年–2004年)
- カムラン・アラン・シコー (Kamran Alan Shikoh) – ギター (2009年– )
- アーロン・ラウルストン (Aaron Raulston) – ドラムス (2013年– )

### 旧メンバー
- ミッチェル・ヤング (Michelle Young) – ボーカル (1992年–1997年)
- カール・グローヴズ (Carl Groves) – ボーカル (2007年–2009年、2013年–2016年)
- ジョン・デイヴィソン (Jon Davison) – ボーカル (2009年–2014年)

## ディスコグラフィ

### オリジナル・アルバム
- Journey of the Dunadan (1993年)
- 『ペレランドラ』 - Perelandra (1995年)
- 『オン・トゥ・エヴァーモア』 - On to Evermore (1998年)
- 『クロノメトリー』 - Chronometree (2000年)
- The Middle-Earth Album (2001年) ※1stと同じく指輪物語が題材。
- 『レックス・レックス』 - Lex Rex (2002年)
- 『シャドウランズ』 - Shadowlands (2004年)
- 『悲しみの淵に潜む秘密』 - The Inconsolable Secret (2005年) ※ジャケットをロジャー・ディーンが担当。
- 『カルチャー・オヴ・エセント』 - Culture of Ascent (2007年) ※ジョン・アンダーソンがゲストボーカルで2曲参加。
- 『スリー・チアーズ・フォー・ザ・ブロークン・ハーテッド』 - Three Cheers for The Broken-Hearted (2009年) ※ボーカルはスージー・ボグダノウィッツ。
- 『イフ』 - If (2010年) ※ボーカルはジョン・デイヴィソン。
- 『心の中の心』 - Cor Cordium (2011年)
- 『ペリオス』 - Perilous (2012年)
- 『オード・トゥ・エコー』 - Ode to Echo (2014年)[1][2]
- 『ザ・ブレイキング・オヴ・ザ・ワールド』 - The Breaking of the World (2015年)[3]
- 『ワルキューレ』 - Valkyrie (2016年)
- 『クロノモノウト』 - Chronomonaut (2018年)
- Dreaming City (2020年)

### ライブ・アルバム
- 『ライヴ・アンド・リヴァイヴド』 - Live and Revived (1997年)
- Live at Nearfest (2004年)
- 『ライヴ・アット・ロスフェスト2015』 - Double Live (2015年)
- 『モストリー・ライヴ・イン・イタリー』 - Mostly Live In Italy (2018年)

### コンピレーション・アルバム
- 『アントールド・テイルズ』 - Untold Tales (2017年)

### 映像作品
- 『レックス・ライヴ』 - Lex Rex Live (2004年) ※2004年3月11日のライブ。アルバム『レックス・レックス』の曲が中心
- 『ライヴ・アット・ベルモント』 - Live at Belmont (2006年) ※:2006年5月16日のライブ